# Плака (мис)

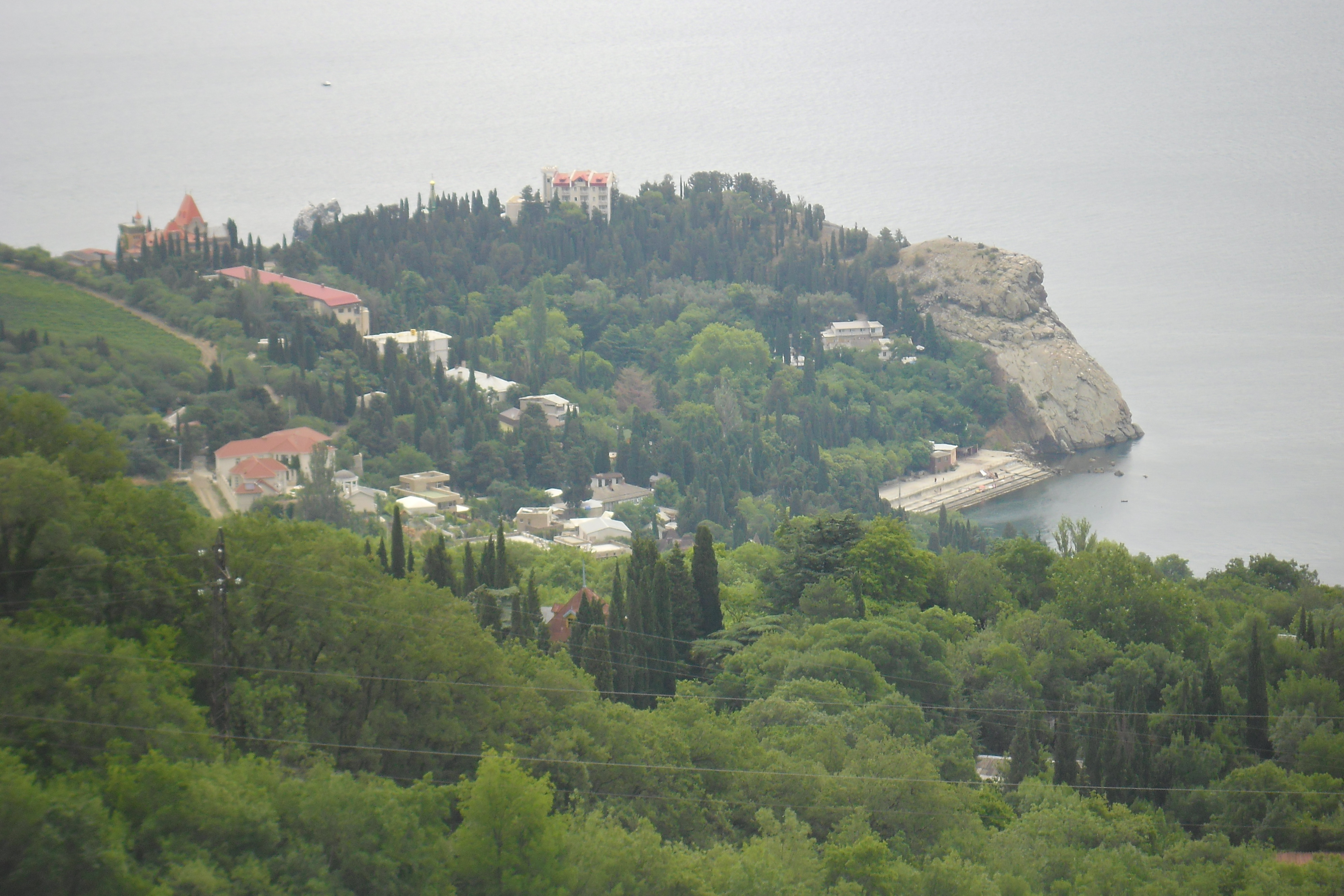

44°35′30″ пн. ш. 34°22′12″ сх. д. / 44.59167° пн. ш. 34.37000° сх. д.
Мис Пла́ка (крим. Plaka, з грец. Πλάκα — плоский камінь) — мис на Південному березі Криму, розташований на північний схід від Партеніту.

## Загальний опис
Мис Плака являє собою грибоподібну скелю, круті схили якої пронизані численними тріщинами. Висота мису над рівнем моря 50 метрів, довжина — близько 330 метрів. У 1947 році набув статусу комплексної пам'ятки природи.
У Середні віки на мисі знаходились дозорна вежа і маяк, а під час турецького панування — поселення Біюк-Ламбат і Кучук-Ламбат.

## Геологічна будова
За своєю геологічною будовою він схожий з Аю-Дагом. Складений мис порфіритом, магматичною гірською породою, яка утворилася на земній поверхні в результаті застигання лави. У однорідній щільній масі розсіяні крупні кристали польового шпату і темних мінералів, зустрічаються прожилки чорної гірської породи, зовні дуже схожої на базальт, але являє собою глинистий матеріал.

## Краєвид
З вершини мису, відкриється панорама на Партеніт, Аю-Даг і всю Кучукламбатську бухту з одного боку і на Карабах і гору Кастель — з іншого. Внизу в морі невелика група островів — Пташині скелі. Хоча вони і носять таку назву, але лише сама далека з них називається Баклановою скелею. Найближча скеля зветься Солдатським хлібом. Поруч плоска скеля — Ліжко. Найбільша — Чернець, а біля неї — Тризуб Нептуна.

## Пам'ятки
На мисі збереглися залишки фамільного склепу Гагаріних, Бороздіних і Стерлігових, а також невелика домова церква Гагаріних, побудована у візантійсько-грузинському стилі архітектором М. П. Красновим.
Також тут знаходяться старий Палац «Карасан» і палац княгині Гагаріної — архітектурні пам'ятки, які нині використовуються як санаторії, домова церква Гагаріних, побудована у візантійсько-грузинському стилі Миколою Красновим.

## Галерея

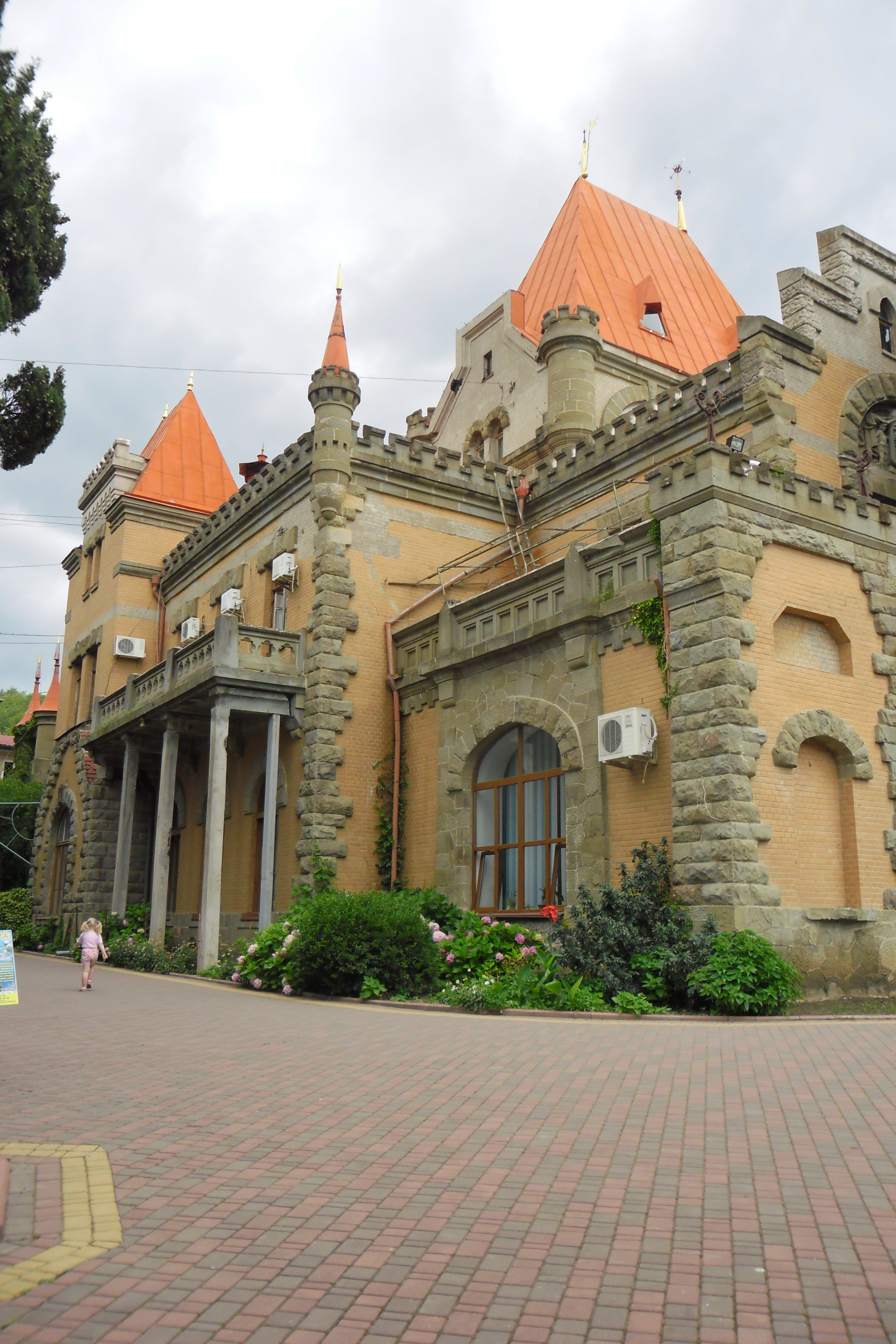
Палац княгині Гагаріної
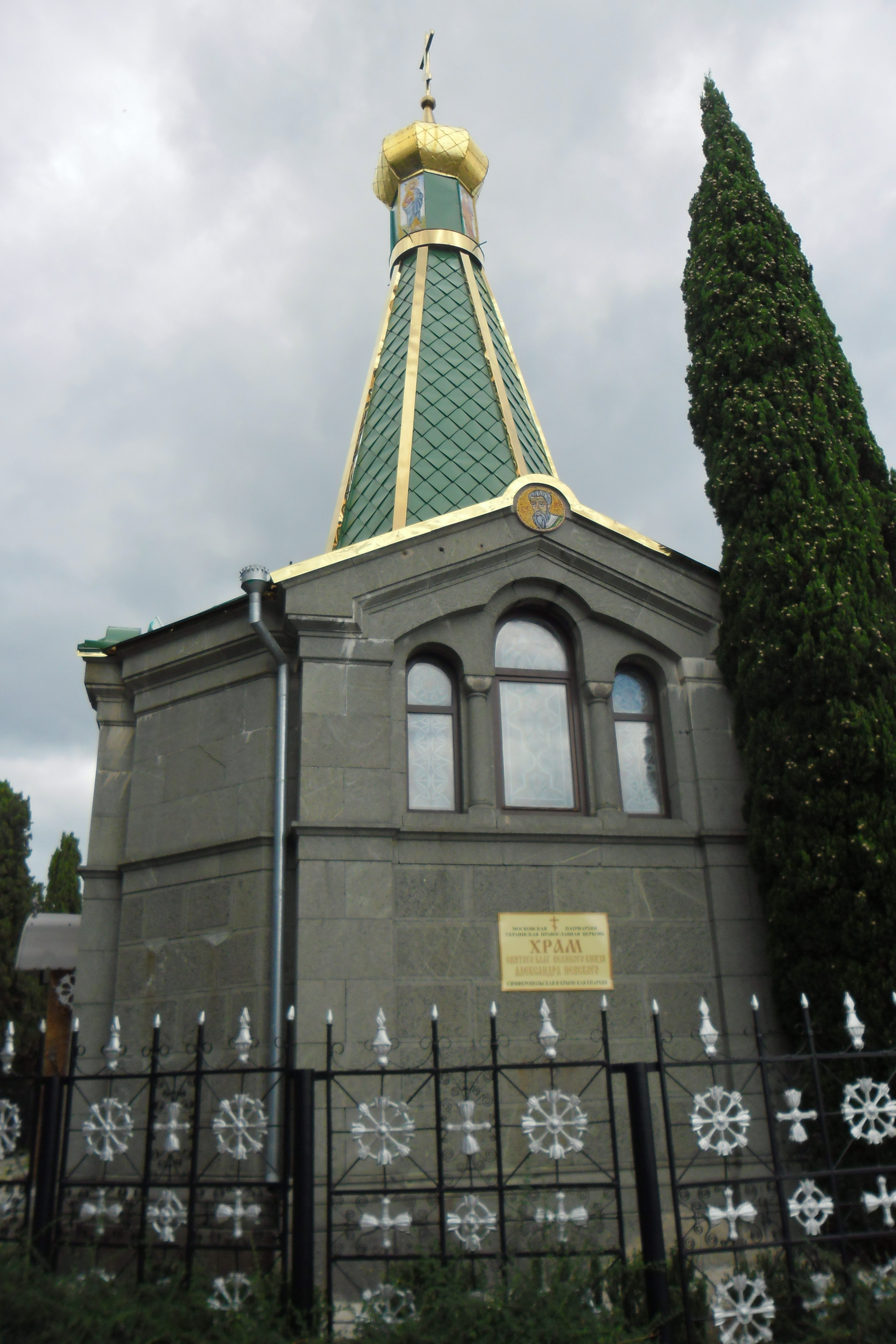
Домова церква Гагаріних, побудована у візантійсько-грузинському стилі
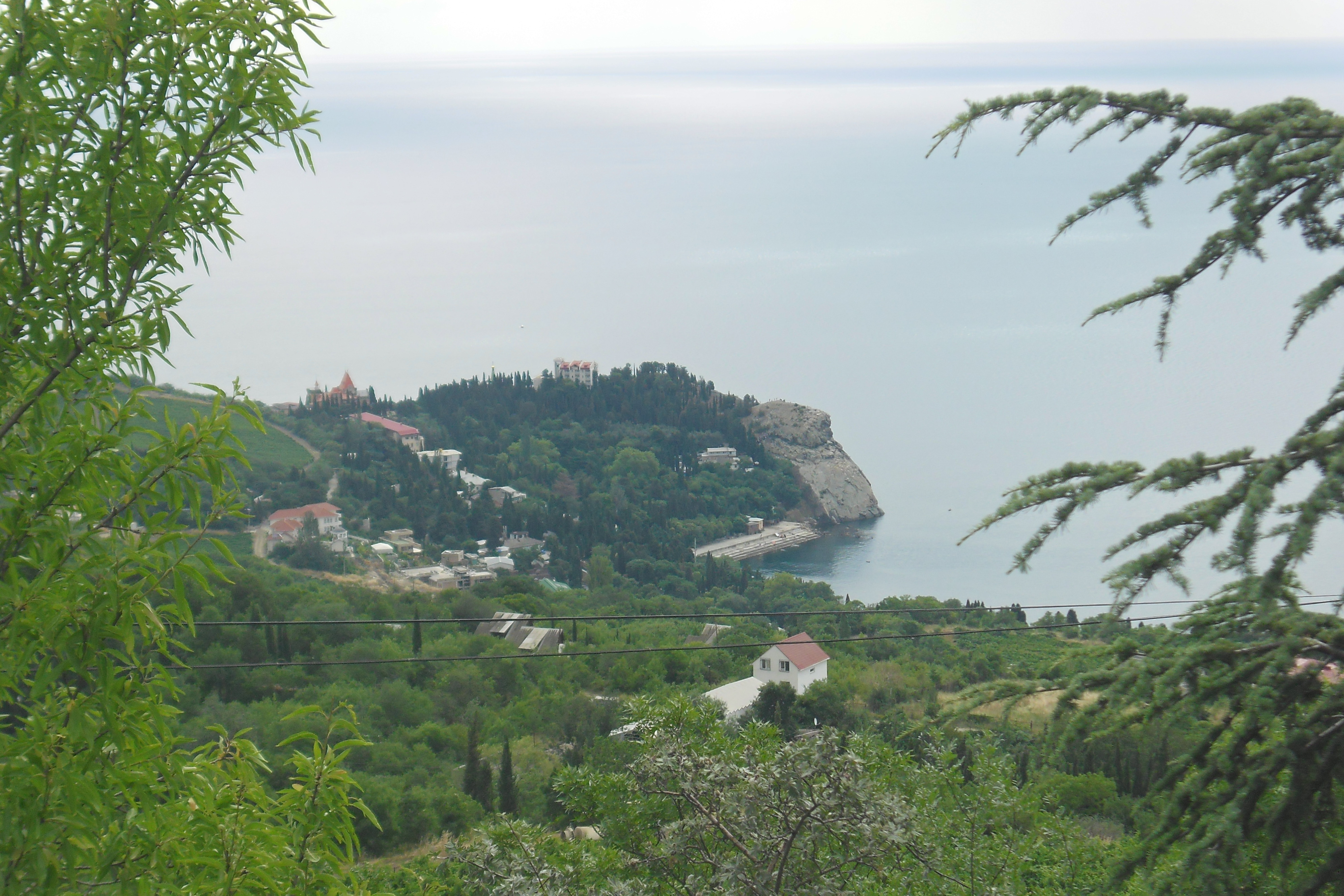
Мис Плака. Ракурс
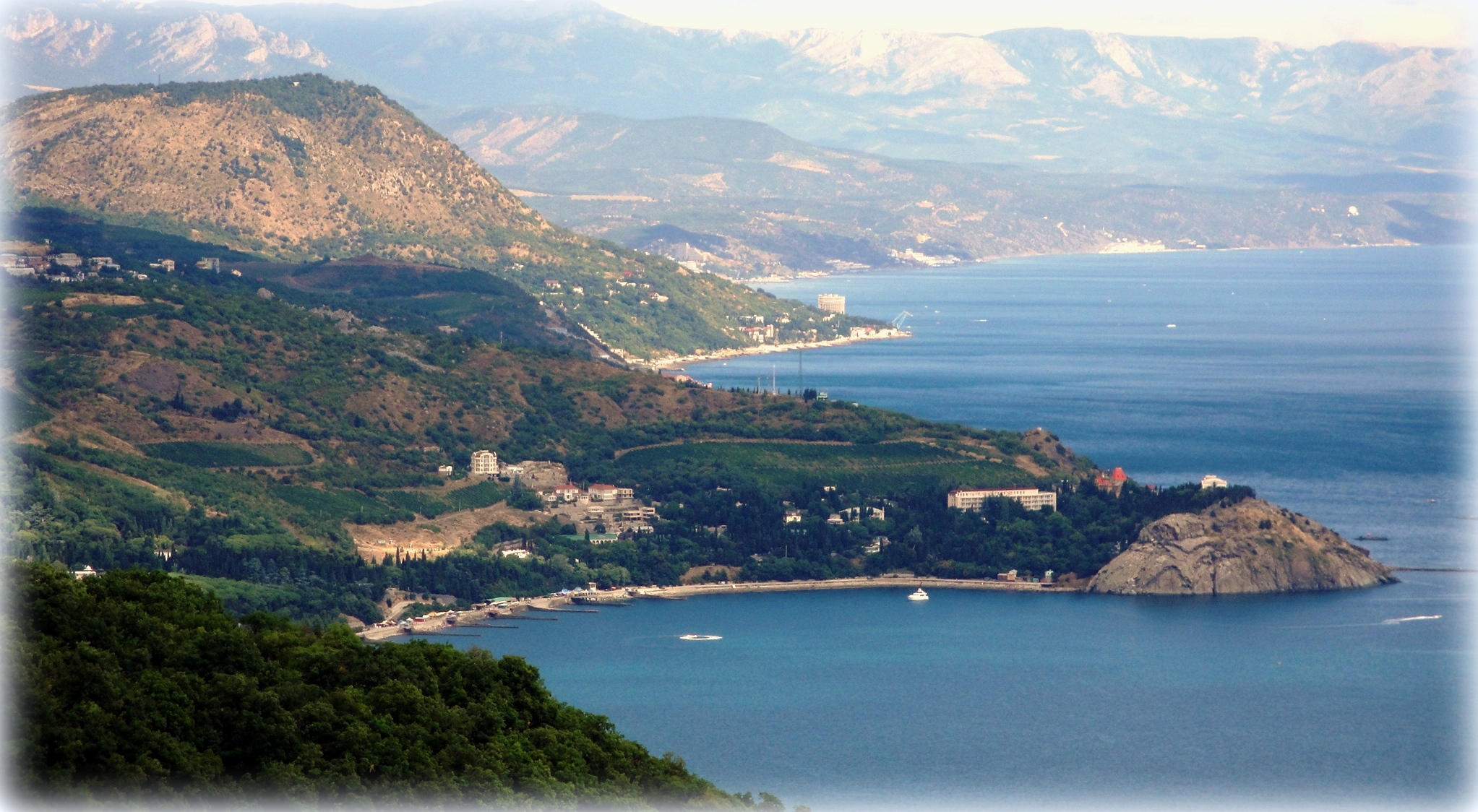
Мис Плака. Вид із Ведмідь-Гори
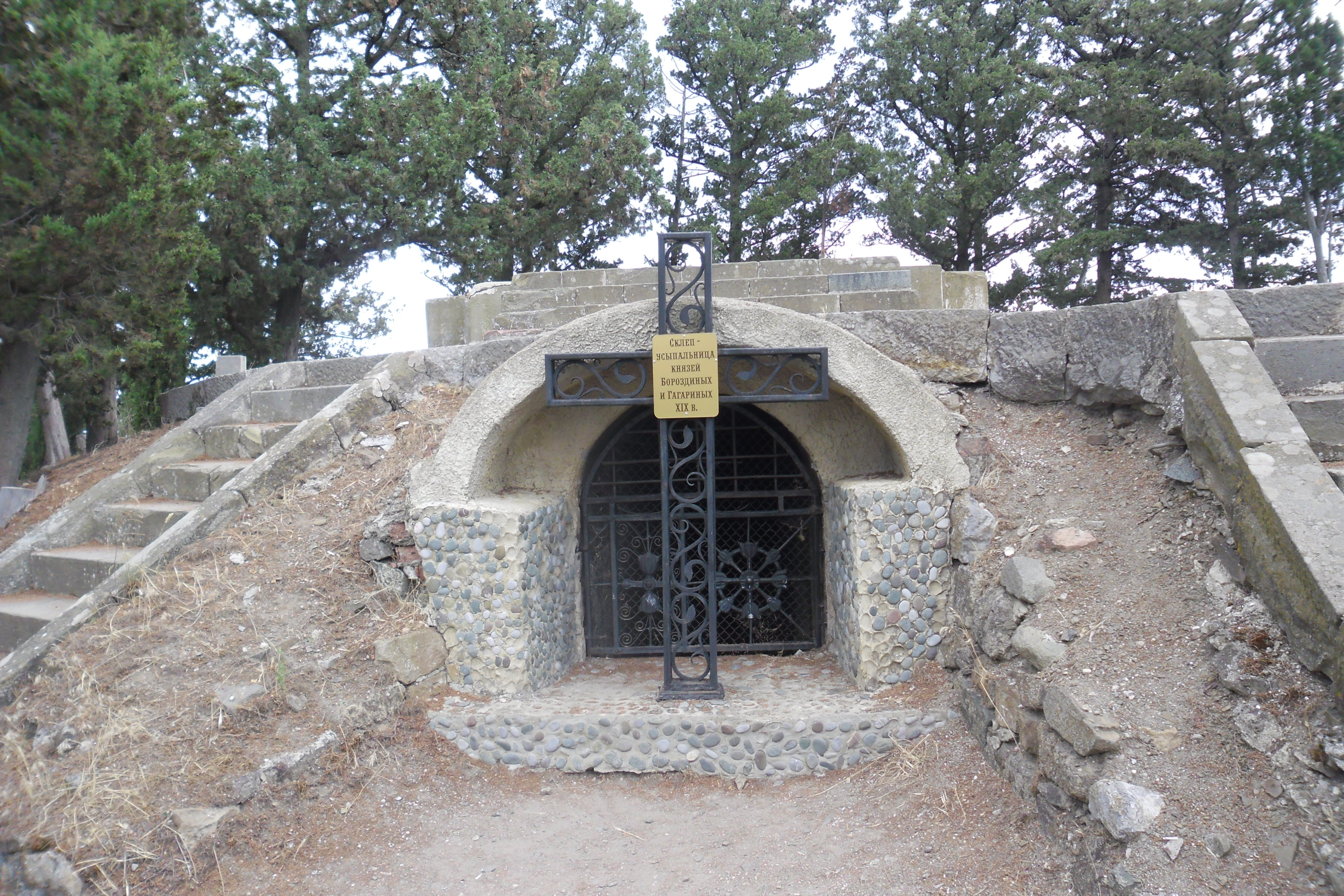
Склеп-усипальниця князів Гагаріних і Бороздіних. 19 ст.